# Ciska Peters
Ciska Peters (Nijmegen, 1 juni 1945) is een Nederlands zangeres.

## Loopbaan
Peters' muzikale carrière begon in 1962 met het winnen van de Grote Prijs van Radio Luxemburg. Kort daarna tekende ze een contract met productiemaatschappij MMP van Max Woiski (gedistribueerd door CNR Records). Haar eerste singles Wie weet en Niemand zal mijn tranen zien werden meteen hitparadesuccessen. In 1963 nodigde Willem Duys haar uit voor de Nederlandse ploeg voor het Songfestival in Knokke.
Op 6 juni 1964 haalde Ben Essing The Beatles naar Nederland voor een middag- en avondshow in de veilinghallen in Blokker. In het voorprogramma stonden de Torero's samen met onder andere The Hot Jumpers, The Fancy Five (een Gooise band met Dick Bakker op orgel), Don Mercedes, Ciska Peters, Karin Kent en Wanda.
Peters trad in 1964 in het huwelijk met luchtmachtfotograaf Pim ter Linde. Samen kregen ze een zoon, Mark Robert. Met haar overstap naar platenmaatschappij Phonogram ging ze nauw samenwerken met Peter Koelewijn. Andere producers met wie ze werkte, waren Tony Vos, Ad Kraamer, Will Hoebee en Piet Souer.
Ze scoorde regelmatig hits met liedjes zoals: Dans naar de zon, Espana Manana, Zo zal deze zomer zijn en De zwarte kat. Samen met Ronnie Tober zong ze in 1975 en 1976 in duet Naar de kermis en Een witte eend.
Echtgenoot Ter Linde had inmiddels de luchtmacht verlaten en was overgestapt naar de platenmaatschappijen Negram en Phonogram. Hier werd de basis gelegd voor het eerste professionele artiestenmanagement van Nederland Interlinde. Dit bureau deed het management voor onder anderen Bonnie St. Claire, Luv', Don Mercedes, Lee Towers, Ron Brandsteder, Vanessa en Ivo Niehe.
Vanwege haar werkzaamheden voor Interlinde besloot ze om in 1985 te stoppen met zingen. Ze ging zich volledig wijden aan de organisatiebusiness. De zaken gingen zo goed dat Interlinde Artists Management werd omgebouwd tot evenementenorganisatiebureau voor zakelijke evenementen en werd omgedoopt tot Peters & Ter Linde Organization. In 2002 verkochten ze Peters & Ter Linde Organization aan Verhaaf Party Catering. Peters besloot om nog één jaar als directeur aan te blijven, maar dat werden er uiteindelijk drie.
In januari 2007 begon ze samen met haar echtgenoot een nieuw organisatiebureau, Ciska Peters Events.